# (2127) Tanya
(2127) Tanya es un asteroide perteneciente al cinturón exterior de asteroides descubierto el 29 de mayo de 1971 por Liudmila Ivánovna Chernyj desde el Observatorio Astrofísico de Crimea, en Naúchni.

## Designación y nombre
Tanya recibió al principio la designación de 1971 KB1.
Más tarde, en 1980, se nombró en honor de Tatiana Sávicheva (1930-1944), una joven de 14 años que pereció durante el sitio de Leningrado.

## Características orbitales
Tanya orbita a una distancia media de 3,212 ua del Sol, pudiendo alejarse hasta 3,323 ua y acercarse hasta 3,1 ua. Tiene una excentricidad de 0,03458 y una inclinación orbital de 13,12 grados. Emplea 2102 días en completar una órbita alrededor del Sol.

## Características físicas
La magnitud absoluta de Tanya es 11. Tiene un diámetro de 39,28 km y su albedo se estima en 0,0601.